# Paratelius diversicornis
Paratelius diversicornis is een keversoort uit de familie netschildkevers (Lycidae). De wetenschappelijke naam van de soort werd in 1912 gepubliceerd door Maurice Pic.